# Journée mondiale du braille
La Journée mondiale du braille est une journée internationale créée en 2001 par l'Union mondiale des aveugles pour célébrer la naissance de Louis Braille le 4 janvier 1809, inventeur de l'alphabet tactile dédié aux aveugles et mal-voyants, le braille.

## Objectifs
Cette journée a pour objectifs d'attirer l'attention du grand public et des médias sur le handicap dont souffrent les aveugles et les mal-voyants, et de rappeler l'existence du braille.